# Calocheiridius sulcatus
Calocheiridius sulcatus är en spindeldjursart som beskrevs av Beier 1974. Calocheiridius sulcatus ingår i släktet Calocheiridius och familjen Olpiidae. Inga underarter finns listade.